# Callac
Callac (bret. Kallag) – miejscowość i gmina we Francji, w regionie Bretania, w departamencie Côtes-d’Armor.
Według danych na rok 1990 gminę zamieszkiwały 2592 osoby, a gęstość zaludnienia wynosiła 78 osób/km² (wśród 1269 gmin Bretanii Callac plasuje się na 221. miejscu pod względem liczby ludności, natomiast pod względem powierzchni na miejscu 223.).